# Hoax
Hoax ([houks]) označuje nevyžádanou klamavou zprávu, která je formulována tak, aby způsobila bezmyšlenkovité přijetí a další rozesílání uživatelem počítače[rozpor] (e-mailem, online zprávami, sdílením na sociálních sítích). Používá mystifikaci, polopravdy, lež, někdy až žertovné vyznění, které však příjemce kvůli emociálnímu náboji zprávy nevnímá.
Příkladem hoaxu může být poplašná zpráva, řetězový e-mail, křivé obvinění nebo virální žertík na 1. dubnový den známý jako apríl. Hoax obvykle varuje před nějakým virem, prosí o pomoc, informuje o údajném nebezpečí nebo se snaží příjemce pobavit a vyzývá k co nejrychlejšímu dalšímu rozeslání.

## Historie
Slovo hoax (anglické slovo ze 17. století) je zřejmě zkrácenina magického renesančního zaříkávadla hokus pokus, po němž většinou následovalo provedení nějakého kouzelnického triku. V angličtině vznikl výraz hoax na konci 18. století z latinského hocus (ve smyslu podvádět).
Zhang Yingova Kniha podvodníků, publikovaná během pozdní dynastie Ming (cca 1617), je brána za jednu z prvních čínských kolekcí historek o podvodech, podvodnících, hoaxech a dalších formách klamání. Přestože praktické vtipy nejspíše existovaly již před tisíci lety, první zmínky o hoaxech v západní historii se pojí až s bubeníkem z Tedworthu z roku 1661. Komunikace hoaxů může být přenášena takřka jakkoliv: mluveným slovem či vytištěním v novinách a tak dále. S rozvojem komunikačních technologií se rychlost šíření hoaxů zvýšila. Například rozesílání řetězových zpráv se s příchodem e-mailu stalo mnohem jednodušší a rychlejší, a tím pádem řetězové e-maily dovedou zasáhnout v kratším časem mnohem více lidí.

V české literatuře užil termín hoax jako jeden z prvních spisovatel Karel Čapek v románu Válka s Mloky. Slovo hoax ale bylo v češtině známo již od 2. poloviny 19. století ve významu burzovní podvod.

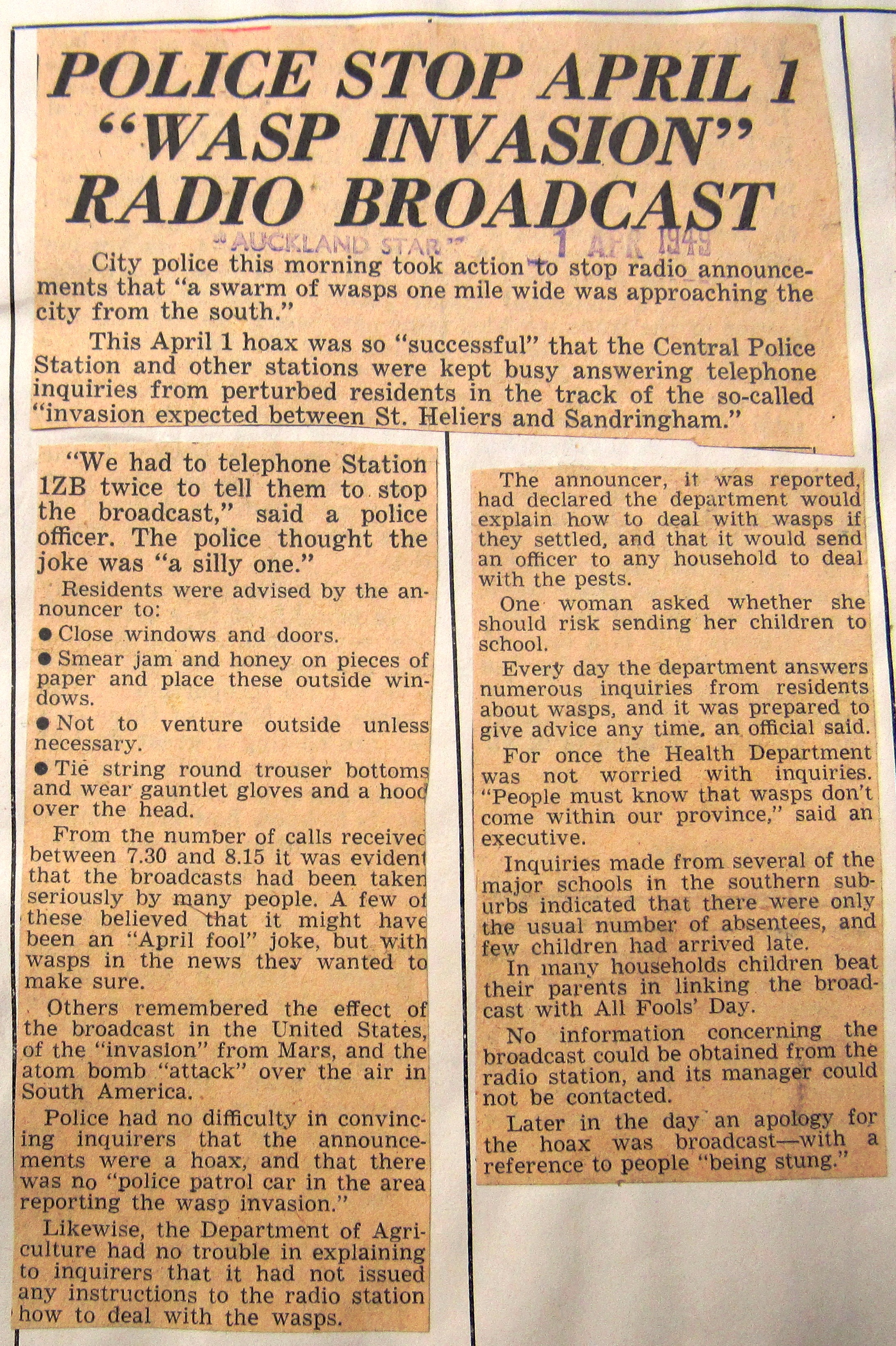
Rozhlasová stanice 1ZB v Aucklandu 1. dubna 1949 vysílala jako aprílový žert zprávu o obrovském včelím roji, úspěšný hoax znepokojil řadu obyvatel.

## Škodlivost hoaxů
Běžní uživatelé hoaxům často věří a (v dobré víře) jednají podle nich (a rozesílají je dále ve snaze pomoci i ostatním), či je považují za pouhý neškodný vtip. Odborníci a správci sítí často hoaxy chápou jako nebezpečný jev, kterému je nutno se bránit. Mezi důvody škodlivosti patří např.:
- Obtěžování příjemců – opakovaný příjem nesmyslných zpráv je pro mnohé uživatele nepříjemný, zejména v době epidemie, kdy se v e-mailových schránkách objevuje stejná zpráva několikrát denně.
- Nebezpečné rady – některé hoaxy poskytují nebezpečné rady, např. jak se zbavit domnělého viru smazáním nějakého souboru. Uživatel, který takové rady slepě následuje, může svému počítači naopak ublížit.

Grafické znázornění ukazující rozdíly mezi misinformacemi, dezinformacemi a hoaxem, prezentované Wikimedia Research (2015).

- Ztráta důvěryhodnosti – odesílatel nepravdivých zpráv ohrožuje svou důvěryhodnost, zvláště pokud takové zprávy odesílá z pracovního e-mailu. V takovém případě může utrpět i pověst příslušné firmy či úřadu.

- Prozrazení důvěrných informací – pokud uživatel hoax přeposílá na mnoho dalších adres, běžně ponechá adresy všech příjemců ve zprávě, kde si je mohou všichni přečíst. Tím se šíří obrovský seznam e-mailových adres mezi předem neurčité množství cizích lidí a zvyšuje se tím potenciál pro šíření spamu a počítačových virů. V některých případech dokonce hoax žádá o vyplnění dalších údajů jako adresy či rodného čísla a odeslání takové zprávy na jakousi adresu.[8][9]

## Typické hoaxy
- Falešný poplach – původní význam slova hoax. Zpráva manipuluje s informacemi a snaží se uživatele přimět hlavně k dalšímu šíření (Pozor ICQ vir, pošlete to všem.) nebo dokonce k nějakému destruktivnímu zásahu (Smažte jbdmgr.exe z instalace Windows, je to virus.).[10]
- Zábavné – dříve se řetězové dopisy šířily jen klasickou poštou, dnes se přesunuly na internet. Tyto využívají uživatelovy touhy být vtipný nebo jeho pověrčivosti a vyhrožují (Nepřepošleš-li, budeš mít smůlu.). Naopak poslušnému uživateli slibují všechno možné.
- Prosby – hoax většinou působí na city a prosí příjemce o darování krve, hledání ztracené osoby, případně přímo vylákává peníze. Některé z těchto zpráv původně opravdu rozeslali lidé ve svízelné životní situaci, ale hoaxy často přežívají mnohem déle, než měl autor v úmyslu (např. známý hoax s žádostí o krev pro Alexandra Gála šířený v prosinci 2004 více než čtyři roky po jeho smrti).[11]

## Příklady hoaxů
- Hoax o amerických tancích na Ukrajině – tento hoax tvrdil, že americká armáda poslala tanky na Ukrajinu. Tento falešný poplach byl šířen některými dezinformačními weby a sociálními médii, aby vyvolal paniku a nedůvěru vůči americké podpoře Ukrajiny během konfliktu.[12]

- Hoax o Lucii Nicholsonové – slovenská politička se stala obětí hoaxu, který tvrdil, že pracovala jako prostitutka v Kanadě. Tento hoax se šířil na sociálních médiích a byl doplněn falešnými dokumenty.[13]

- Hoaxy spojené s covidem-19 – během pandemie se šířila různá nepravdivá tvrzení, např. že pandemie byla zinscenována nebo že určití veřejní činitelé (např. americký lékař Anthony Fauci) skrývají informace o původu viru.[14]

## Klasifikace Petera Hancocka
Psycholog Peter Hancock klasifikoval šest kroků které charakterizují opravdu úspěšný hoax:
1. Identifikujte cílovou skupinu – člověk nebo skupina lidí, z důvodů, jako je zbožnost, vlastenectví nebo chamtivost, se budou skutečně zajímat o váš výtvor.
2. Identifikujte konkrétní sen, díky kterému bude váš hoax oslovovat vaši cílovou skupinu.
3. Vytvořte přitažlivý, ale „nedostatečně specifikovaný" podvod, ve kterém nebudou jednoznačnosti.
4. Nechte lidi, aby objevili váš výtvor.
5. Najděte alespoň jednoho člověka, který bude aktivně podporovat váš hoax.
6. Lidé se zajímají, buďto pozitivně nebo negativně – dvojznačnosti podněcují zájem a debatu.[15]

## Právní klasifikace
Šíření poplašné zprávy je v České republice od roku 2009 kvalifikováno jako trestný čin podle § 357 trestního zákoníku, jehož se dopustí pachatel, který úmyslně způsobí „nebezpečí vážného znepokojení alespoň části obyvatelstva nějakého místa tím, že rozšiřuje poplašnou zprávu, která je nepravdivá.“ Trest je stanoven do pěti let odnětí svobody. Pokud je čin spáchán v době ohrožení státu nebo válečného stavu, je maximální výše trestu až osm let odnětí svobody. Podobná skutková podstata byla obsažena i v předchozím trestním zákoně a je obsažena i v právních řádech mnoha dalších států.
Trestnost se vztahuje pouze na šíření nepravdivé poplašné zprávy. V případě nastalé poplachové situace, tedy v ohrožení životů, zdraví nebo majetku, může být naopak šíření či oznámení poplašné zprávy povinné a trestné může být její nešíření. Například v případě požáru má každý povinnost ohlásit neodkladně na určeném místě zjištěný požár nebo zabezpečit jeho ohlášení. Podle některých požárních řádů se požární poplach vyhlašuje například voláním „Hoří!“, zvoněním zvonů či údery na jiné kovové předměty, sirénou a podobně. Obecně je za základní způsob varování obyvatelstva považováno vyhlášení varovného signálu. K prostředkům varování patří poplachové rotační (motorové) sirény, elektronické sirény a místní informační systémy s vlastnostmi elektronických sirén (například obecní rozhlasy). Jejich prostřednictvím lze vyhlásit jak všeobecnou výstrahu, tak specifická ohrožení, jako je například nebezpečí zátopové vlny, chemická havárie, radiační havárie. Zvláštní signál bývá určen pro vyhlašování požárního poplachu, kterým jsou svolávány zejména dobrovolnické hasičské jednotky, v minulosti byla pomoc při hašení požárů jednou ze základních občanských povinností.
Šíření nepravdivé poplašné zprávy patří zpravidla mezi verbální trestné činy. Široký výklad této skutkové podstaty může vést k potlačování svobody projevu, pokud je uplatňován například proti tzv. alarmistům varujícím před ekologickými, sociálními, politickými nebo průmyslovými riziky a škodami.